# Takashi Shimura
Takashi Shimura (12 de març de 1905 - 11 de febrer de 1982) va ser un actor japonès. Ha participat en unes 430 pel·lícules, entre 1934 i 1981.

## Biografia
Va néixer a Ikuno, Hyogo, Japó. Es va llicenciar en literatura l'any 1930 per la Universitat de Kansai (Osaka). El seu debut com a actor va ser en la pel·lícula Akanishi Kakita (1936) i va ser escollit en la pel·lícula de Kenji Mizoguchi Osaka Elegy el 1936.
Al costat de Toshirō Mifune, Shimura és l'actor que està més associat amb Akira Kurosawa. Shimura va aparèixer en 21 de les 30 pel·lícules de Kurosawa. Els seus papers inclouen el doctor a L'àngel embriac (1948), el detectiu veterà a El gos rabioso (1949), l'advocat a Escàndol (1950), el llenyataire a Rashomon (1950), el buròcrata malalt a Viure (1952) i un samurai a Els set samurais (1954).
De fet, la col·laboració de Kurosawa amb Shimura, des de 1943 fins a 1980, va començar abans i va durar més que amb Mifune (1948-1965). Shimura va aparèixer en el debut del director en la pel·lícula La llegenda del gran judo el 1943, i l'última pel·lícula de Kurosawa en la què va actuar va ser Kagemusha el 1980; en ella, Kurosawa va escriure específicament un paper per a Shimura. El llançament de DVD de la pel·lícula per The Criterion Collection va restaurar les escenes on apareixia Shimura.
Al marge del seu treball amb Kurosawa, Shimura també és conegut pels seus papers en diverses pel·lícules japoneses de monstres, incloent les dues primeres pel·lícules de Godzilla.
Shimura va morir l'11 de febrer de 1982 a Tòquio (Japó), d'emfisema, als 76 anys.

## Filmografia parcial
- La llegenda del gran judo (1943)
- La més bella (1944)
- Els homes que caminen sobre la cua del tigre (1945)
- No enyoro la meva joventut (1946)
- Ginrei no hate (1947)
- L'àngel embriac (1948)
- Duel silenciós (1949)
- Stray Dog
- Bōryoku no Machi (1950)
- Scandal (1950)
- Rashomon (1950)
- Elegy (1951)
- The Idiot
- Viure (1952)
- The Skin of the South (Nangoku no fada) (1952)
- Shichinin no Samurai (1954)
- Godzilla (1954)
- Godzilla contraataca (1955)
- I Live in Fear (1955)
- Samurai III: Duel at Ganryu Island (1956)
- The Mysterians (1957)
- Tron de sang (1957)
- Zoku Aoi sanmyaku Shinko no maki (1957)
- The Hidden Fortress (1958)
- The Loyal 47 Ronin (Chūshingura) (1958)
- Storm Over the Pacific (1960)
- The Bad Sleep Well (1960)
- Yojimbo (1961)
- Mothra (1961)
- Sanjuro (1962)
- Gorath (1962)
- Chushingura: 47 Samurai (1962)
- High and Low (1963)
- Sant Daikaijū: Chikyū Saidai no Kessen (1964)
- Kwaidan (1964)
- Samurai Assassin (1965)
- Xarxa Beard (1965)
- Frankenstein vs. Baragon (1965)
- Zatōichi and the Fugitives (1968)
- Zatoichi's Conspiracy (1973)
- Prophecies of Nostradamus (1974)
- Love and Faith (1978)
- Kagemusha (1980)